# Sugahara Taro
Taro Sugahara (sinh ngày 14 tháng 6 năm 1981) là một cầu thủ bóng đá người Nhật Bản.

## Sự nghiệp câu lạc bộ
Taro Sugahara đã từng chơi cho Mirassol, Kashiwa Reysol, Vissel Kobe, Sagan Tosu, Ehime FC, Zweigen Kanazawa, Grulla Morioka, Blaublitz Akita, Sony Sendai, Hoyo Oita và Grulla Morioka.